# Neuros
Los Neuros  fue un pueblo que colindaba con Escitia por el norte. Sus costumbres son idénticas a las escitas. Cuando Darío invadió Escitia, los neuros quedaron neutrales al igual que andrófagos y melanclenos pese a que las tropas escitas y persas pasaron por su territorio sumiendo la Neuride, que es así como se llama la región que dominaban estos, en el caos. Heródoto pone como curiosidad a este pueblo que una generación anterior a la invasión persa tuvieron que evacuar todo su territorio por la aparición de serpientes venidas del norte, instalándose con los budinos.   